# جزیره پتیچی (سرزمین کامچاتکا)
جزیره پتیچی (انگلیسی: Ptichy Island) یک جزیره در سرزمین کامچاتکای کشور روسیه است.